# Bianca Strauch-Freytag
Bianca Strauch-Freytag (* 1972) ist eine deutsche Grafikdesignerin. Bekannt wurde sie vor allem als Designerin des Kölner Plattenlabels Kompakt.

## Lebenslauf
Bianca Strauch wurde 1972 geboren. Nach Abschluss der Schule 1992 und einem einjährigen Auslandsaufenthalt im französischen Montpellier studierte Strauch von 1993 bis 1999 Mathematik an der Universität zu Köln. Seit 1994 war sie als Grafikdesigner und DJ tätig. Von 1995 bis 1999 war sie Art Director des Kölner Musik-Fanzines House Attack.
Von 1996 bis 2000 war sie für Kompakt tätig, wobei sie das Corporate Design des Labels und des angegliederten Plattenladens verantwortete. Der das CD prägende Punkt, der sich auch im Logo wiederfindet, wurde von ihr entwickelt. In dieser Zeit kreierte sie die Schallplattencover für Veröffentlichungen von Kompakt-Künstlern wie Wolfgang Voigt, Reinhard Voigt, Jürgen Paape oder Olaf Dettinger. Auch die minimalistischen Cover anderer von Wolfgang Voigt gegründeter Labels wie Profan oder Studio 1 wurden von Strauch designt.
Weiterhin war Strauch für die Cover zahlreicher Veröffentlichungen auf Harvest Records verantwortlich, darunter die Cover der Harvest-Compilations Battery Park (1996) und In Technicolor (1997) oder von Alben der Band Air Liquide und des Musikers Khan.
Gemeinsam mit Jörg Burger gründete sie 1997 die Kölner Grafikagentur Granit, in der sie bis 2000 tätig war. Im gleichen Jahr beendete sie ihre Tätigkeit als DJ. Seither arbeitet Strauch als freie Grafikerin. Nach Aufenthalten in Berlin und Rom war sie von 2005 bis 2006 wieder für Kompakt tätig.
1999 war sie Gründungsmitglied der Berliner Gruppe Redesign Deutschland mit Paul Snowden und Raphael Horzon. Nach weiteren Stationen in Rom und Köln lebt sie seit 2006 in Hamburg.
Ihr Cover von Thomas Fehlmanns Album Honigpumpe, dessen Titel auf Joseph Beuys’ Installation Honigpumpe am Arbeitsplatz zurückgeht, entstand dort 2007 in wochenlanger Handarbeit.
In Hamburg gründete sie gemeinsam mit ihrem Mann Frank Maximilian Freytag in Hamburg-Altona die Agentur Mjam Mjam Design.
2025 war Strauch Mitglied der Fachjury des DIA-Preises anlässlich der Jahresausstellung der Hochschule Wismar.

## Werke (Auswahl)
- 1995: Cover für The Bionaut – Lush Life Electronica[7]
- 1995: Cover für Love Inc. – Life's A Gas[8]
- 1996: Cover für Gas – Gas[9]
- 1996: Cover für Khan – I Don't Wanna Say Anything[10]
- 1997: Cover für Tetsu Inoue & Jonah Sharp – Instant Replay
- 1998: Cover für Kron – Gold Und Liebe
- 1998: Cover für Zimt – U.O.A.A.
- 1998: Cover für Forever Sweet – Geben & Nehmen
- 1999: Cover für Sturm – Sturm
- 2000: Cover für Dettinger – Oasis
- 2000: Cover für Pluramon – Bit Sand Riders[11]
- 2002: Cover für Thomas Fehlmann – Visions Of Blah
- 2003: Cover für Bus – Middle Of The Road
- 2003: Cover für Jan Jelinek – La Nouvelle Pauvreté[12]
- 2004: Cover für Pole – Pole
- 2004: Cover für Hans Nieswandt – The True Sound Center
- 2004: Cover für Triola – Triola Im Fünftonraum
- 2005: Cover für Jan Jelinek – Kosmischer Pitch[13]
- 2005: Cover für Hans Nieswandt – Ich vermiss die Zeit, Ladomat 2000
- 2006: Cover für Jan Jelinek – Tierbeobachtungen
- 2006: Cover für Mapstation – Distance Told Me Things To Be Said
- 2007: Cover für Thomas Fehlmann – Honigpumpe
- 2008: Cover für Systematics – What We Did In The Afternoons
- 2009: Cover für Daniel Meteo – Working Class[14]
- 2010: Cover für Thomas Fehlmann – Gute Luft
- 2011: Cover für Station 17 – Fieber[15]
- 2011: Cover für Matthew De Gennaro – Adversaria
- 2013: Cover für Bus – Eagles
- 2014: Cover für Cristian Vogel – Polyphonic Beings
- 2014: Cover für Autopilot – Compilation Sammelalbum 01
- 2015: Cover für Cummi Flu – Z
- 2015: Cover für Pole – Wald
- 2016: Cover für Bus – Workinglass
- 2016: Cover für Guido Moebius – Batakur Baska
- 2016: Cover für Cummi Flue / Raz Ohara – Y
- 2016: Cover für Ofrin – Black Box
- 2017: Cover für The Orb / Fenin / Bus – Hippies in Transit[16]
- 2017: Cover für The Orb – The Orb Chronicles – 20 Years of Shitkatapult
- 2017: Cover für Si Begg – Blueprints
- 2020: Cover für Jan Jelinek – Tierbeobachtungen – Faitback 07
- 2021: Cover für Töchter – Zephyr, Edition Dur 01, Dussmann[17]
- 2022: Cover für Paul Frick & Ensemble Modern – Dach, Edition Dur 02, Dussmann
- 2022: Cover für Lotte Lenya singt Brecht/Weill, Edition Dur 03, Dussmann
- 2022: Cover für SHED – Towards East, Edition Dur 04, Dussmann
- 2022: Cover für Moritz Fasbender – 13 Rabbits, Edition Dur 05, Dussmann
- 2022: Cover für Oval – Ovidono, Edition Dur 06, Dussmann
- 2022: Cover für Kurt Rosenwinkel – Berlin Baritone, Edition Dur 07, Dussmann
- 2022: Cover für Woanders, ein Hörspiel in Auseinandersetzung mit Texten von Thomas Brasch von Diana Näcke, Masha Qrella und Christina Runge, Edition Dur 08, Dussmann
- 2023: Cover für Shramm, Androide Scrip, Edition Dur 09, Dussmann
- 2023: Cover für Christina Kubisch, Plus, Edition Dur 10, Dussmann
- 2023: Cover für Yelka, Nowhere Jive, Fun in the Church, Berlin[18]
- 2023: Cover für Anika, Eat Liquid, Edition Dur 11, Dussmann
- 2023: Cover für Berlin Strings, On a Dark Night, Edition Dur 12, Dussmann[19]
- 2023: Cover für Yelka, 1976, Fun in the Church, Berlin
- 2023: Cover für Sophie Hunger, Cinéma, Edition Dur 15, Dussmann[20]
- 2023: Cover für Mareena & JakoJako, Atlas der Gedanken, Edition Dur 13, Dussmann
- 2023: Cover für Thomas Fehlmann, Umdrehen, Edition Dur 14, Dussmann
- 2023: Cover für Arto Lindsay, I Had a Fever When, Edition Dur 16, Dussmann
- 2024: Cover für Yelka, FOR, Karaoke Kalk, Berlin
- 2024: Cover für Szary, Datei, Edition Dur 17, Dussmann
- 2024: Cover für Halo, In The Company of No One, Edition Dur 18, Dussmann
- 2024: Cover für Mieke Miami, Birdland, Edition Dur 19, Dussmann
- 2024: Cover für James Last, Funky Music, Edition Dur 20, Dussmann